# Kiskunlacháza
Kiskunlacháza város Pest vármegyében, a Ráckevei járásban.

## Fekvése
A Csepeli-síkon, Budapesttől délre helyezkedik el, a Ráckevei-Duna balparti oldalán.
A szomszédos települések: észak felől Áporka, északkelet felől Délegyháza, kelet felől Bugyi, délkelet felől Apaj, dél felől Dömsöd, délnyugat felől Ráckeve, északnyugat felől pedig Szigetszentmárton; utóbbi két település már a Ráckevei-Duna túlsó partján, a Csepel-szigeten helyezkedik el. Külterületei északi irányban messze elnyúlnak a központjától, így abban az irányban határos még az egyébként távolabb fekvő Majosházával is.

### Megközelítése
A település központján végighalad, annak főutcájaként, nagyjából észak-déli irányban az 51-es főút, így ez a legfontosabb közúti megközelítési útvonala. Ráckevével az 5101-es, Apajjal és Kunszentmiklóssal az 5203-as, Bugyival pedig az 5204-es út köti össze.
A hazai vasútvonalak közül a települést a Budapest–Kelebia-vasútvonal érinti, melynek két megállási pontja is volt a területén: Budapest felől sorrendben Áporka megállóhely, majd Kiskunlacháza vasútállomás. Az előbbi Kiskunlacháza és Délegyháza határvonala közelében létesült, a névadó község központjától 4-5 kilométerre keletre, de félreeső elhelyezkedése miatt már évtizedekkel ezelőtt megszűnt. A vasútállomás Kiskunlacháza belterületének keleti szélétől bő egy kilométerre helyezkedik el, az 5203-as út vasúti keresztezésétől északra, közúti elérését az előbbi útból kiágazó 52 303-as számú mellékút teszi lehetővé.

## Nevének eredete
Nevének első része: a tájegységre (Kiskunság) utal, míg Lacháza a falu (előző nevén Szántó) egykori birtokosáról Kolos fia Lackról, illetve a tőle leszármazó szántai Lackfiakról kapta a Lackháza (Lacháza) nevet.

## Története
A település és környéke már a honfoglalás óta lakott hely. Első ismert neve Szántó volt. Nevét rab szántó királyi szolgálónépeiről kapta.
1020 körül I. István király Szántót a veszprémvölgyi apácakolostornak adta, mint az a görög alapítólevélből, és annak latin megújításából kiderül, a Duna mellett fekvő Szántó falut 30+20 rab cseléddel, s vele a Duna szombati révét 7-révésszel és [szombatnapi] vásárt vámjával, s 12 dunai halásszal együtt.
1272–1290 körül IV. László király Szántó fehérvári várföldet az örökös nélkül elhalt Beek földje mellett Péter, Abraam, Jakab comes és Herboldus királyi tárnokoknak és ételfogóknak (tavarnici et dapiferi) adta és határait leíratta.
1300-ban „Szigetmelléki” Herbordus és Kulus – a szántai Lack és Kolos család őse – két társával Taksony melletti föld ügyében szerepel. 1321-ben Szántó része egy bizonyos Lászlóé volt, kit Kolus testvérévé fogadott, de magtalan halála után földjét a király nem Kolusnak, hanem Botond fia Jánosnak adta, de még ez évben visszavette tőle, és mégis Kolus fiainak, Miklós, Kolus, és Lack testvéreknek adta, s adományát 1324-ben meg is erősítette.
1326-ban Tretul (dictus) Miklós pozsonyi ispán és Rorandus fia Lepes (dictus) Miklós szántai birtokukat átadták Sziget-melléki (de iuxta Magna Insula) Kolos fiainak, Kulus mesternek, Lachknak és Miklósnak. 1329-ben Becsei Imre Pereg nevű faluja felől elhatárolták Herbordus fiai Szántó birtokát.
1331–32-ben Becsei Teuteus (Becsei Töttös) és Vezzeus mestereket, nővérük Margareta Herbold fia Abraam neje hitbére felől Herbord comes fiai, Beke, Endre és Etel, valamint Donat fia Egyed Izsótelkével elégítik ki. 1376-ban Izsótelkét, 1420-ban pedig Herboldházát azonosnak mondják Szántóval.
Szántó utóbb birtokosairól, Kolos fia Lackról, illetve a tőle leszármazó szántai Lackfiakról Lackháza nevet kapott.
2021. szeptember 1-től várossá vált.

### Pereg
Pereg Árpád-kori település, 1950-től szintén Kiskunlacháza része. Pereg a 13. században részben Fehérvár földje, részben nemesi birtok volt.
Első ismert tulajdonosa Peregi Yginig, előzőleg egy [dunai] sziget birtokosa volt; ezt azonban II. András király elvette tőle, és helyette adta neki a peregi várföldet. „1239-ben IV. Béla király megállapította, hogy az elvett sziget jóval nagyobb volt, mint a kapott várföld, ezért Yging fiait, Gergelyt és Enoc-ot meghagyta benne. 1298-ban Tenkeleu fia Péter, felesége >salch, Job leánya leánynegyedébe 3 M-t kapott Peregi Márton fiaitól; közbenjárt a (Sziget-) Szentmiklósi pap, Inok fia Péter comes és Kuch fia Benedek comes.”
1312-ben az Ürbőiek 10 M-ért eladtak egy peregi földet Bicch (dictus) Péter mellett Becsei Imrének. Inok fia Péter fia János magtalan halálával Károly Róbert király Becsei Imre comesnek (ispán) adta peregi földjüket. 1312 és 1329 között a peregi földeket Becsei Imre vásárolta meg. 1329-ben Becsei Imre peregi földjét elhatárolták a tőle északra eső Szántó falutól (Lacházától), az oklevélben megemlítik, hogy a határtól út vezet a Szent Imre-egyház felé. Erről e falut a 15. században Kispereg vagy Szentimrefalva néven is nevezték. Tőle délebbre feküdt Nagypereg, mely Treutel Miklós birtoka volt.
1332-ben a papja 7 garas pápai tizedet fizetett.

## Közélete

### Polgármesterei
- 1990–1994: Kocsis Mihály (független)[4]
- 1994–1998: Kocsis Mihály (független)[5]
- 1998–2002: Kiss Imre (Fidesz-FKgP-KDNP-MDF)[6]
- 2002–2006: Kiss Imre (független)[7]
- 2006–2010: Dr. Répás József (független)[8]
- 2010–2014: Dr. Répás József (független)[9]
- 2014–2019: Dr. Répás József (független)[10]
- 2019–2024: Dr. Répás József (Fidesz)[11]
- 2024– : Dr. Répás József (független)[1]

## Népesség
A település népességének változása:
| Lakosok száma | 8855 | 8840 | 8876 | 9201 | 9129 | 9090 | 9272 |
|               | 2013 | 2014 | 2018 | 2021 | 2022 | 2023 | 2024 |

A 2011-es népszámlálás során a lakosok 86,3%-a magyarnak, 0,3% bolgárnak, 1,7% cigánynak, 0,5% németnek, 0,4% románnak mondta magát (13,5% nem nyilatkozott; a kettős identitások miatt a végösszeg nagyobb lehet 100%-nál). A vallási megoszlás a következő volt: római katolikus 36,8%, református 25,5%, evangélikus 0,3%, görögkatolikus 0,3%, felekezeten kívüli 10,3% (26% nem nyilatkozott).
2022-ben a lakosság 88,6%-a vallotta magát magyarnak, 1,4% cigánynak, 0,5% németnek, 0,4% románnak, 0,1-0,1% görögnek, ukránnak és szerbnek, 2,5% egyéb, nem hazai nemzetiségűnek (11,2% nem nyilatkozott; a kettős identitások miatt a végösszeg nagyobb lehet 100%-nál). Vallásuk szerint 26,5% volt római katolikus, 19,9% református, 0,6% görög katolikus, 0,3% evangélikus, 0,1% ortodox, 0,9% egyéb keresztény, 1,2% egyéb katolikus, 11,6% felekezeten kívüli (38,9% nem válaszolt).

## Nevezetes személyek
- Itt született Nagy István (1829–1896) újságíró, műfordító.
- Itt született és itt is halt meg Kégl Sándor (1862–1920) orientalista, irodalomtörténész, a magyar iranisztika kiemelkedő alakja, az MTA tagja.
- Itt született Rékai Gábor (1916–) agrárpolitikus, malomipari szakértő, 1967–1976 között a Gabona Tröszt vezérigazgatója.
- Itt született Pelsőczy László (1947) színművész, műsorvezető.
- Itt született Volly István (1907–1992) folklorista, népdalgyűjtő.

## Nevezetességei

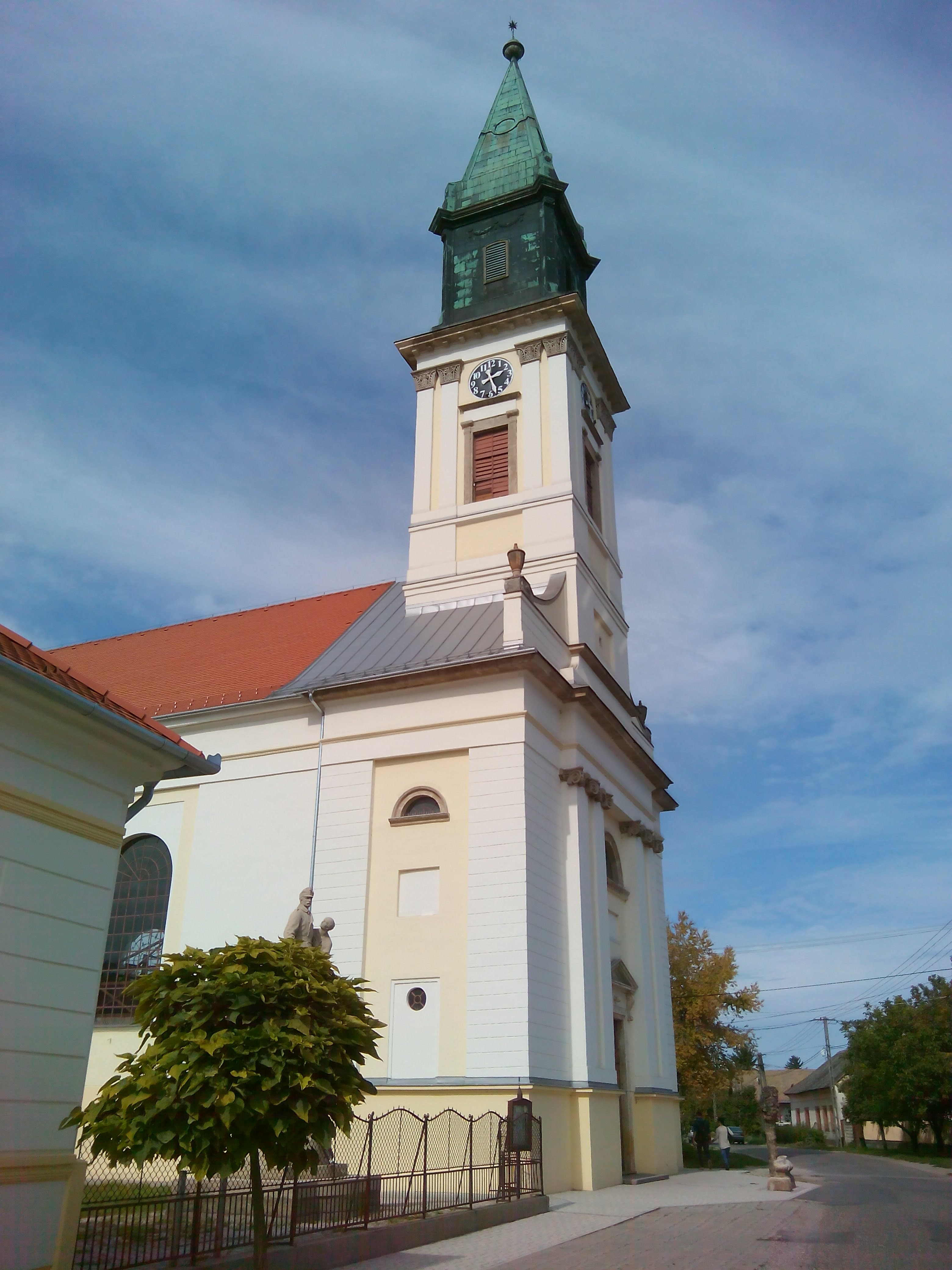
Református templom

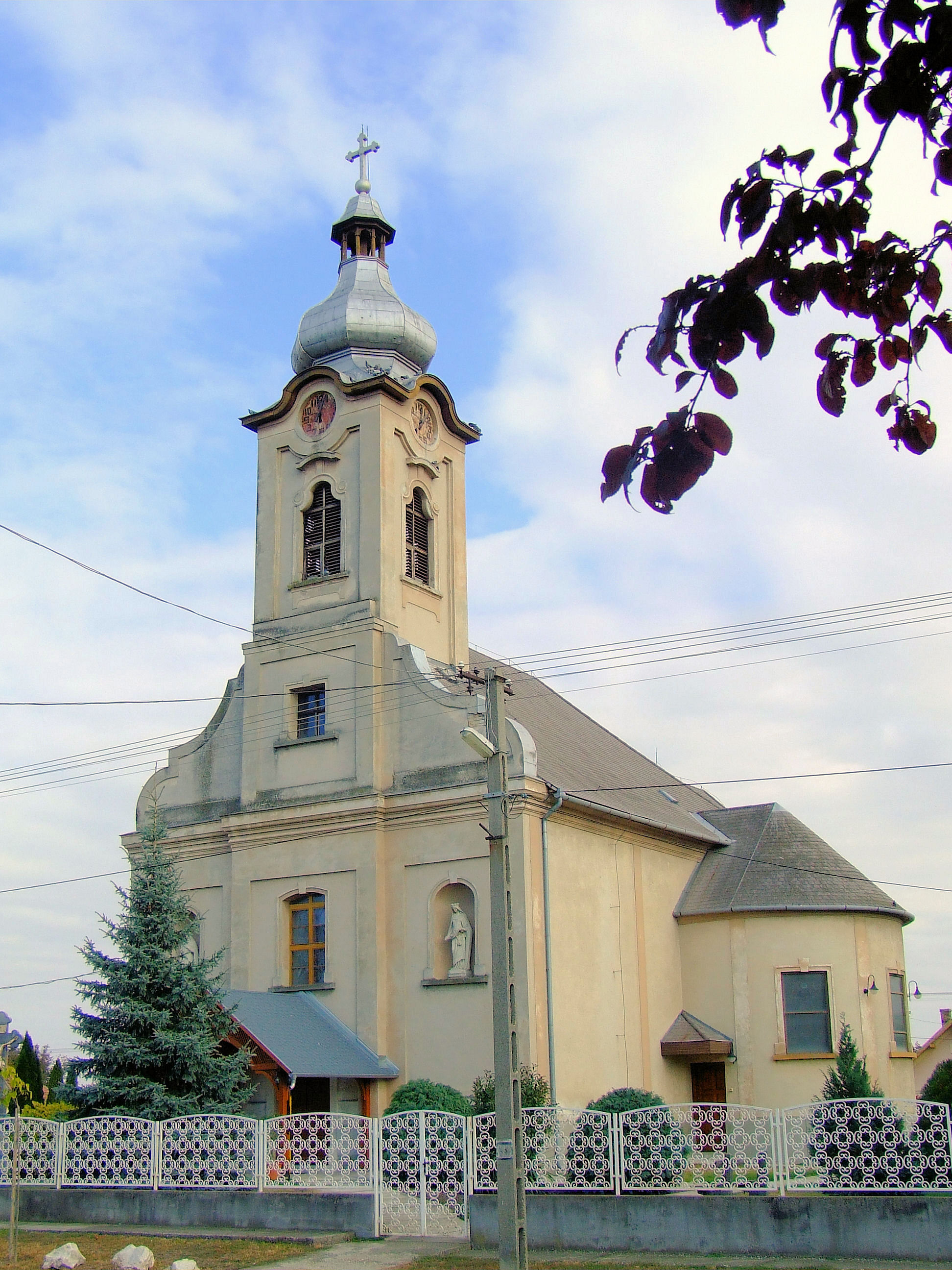
A peregi katolikus templom

- Református templom (1771); előtte "szégyenkő"
- Peregi (Szent Mihály) katolikus templom (1774)
- Hajós-kúria – Bankháza
- Lacházi (Szent László) katolikus templom
- Angyalosház
- Peregi temető kápolna

A környék arculatát leginkább a kavicsbányászat nyomán keletkezett bányatavak határozzák meg.

## A településen gyűjtött népdalok

Pereg címere

| Cím                              | Gyűjtő       | Év   |
| -------------------------------- | ------------ | ---- |
| Esik az eső, hajlik a vessző     | Volly István | 1933 |
| Gyászba borult Isten csillagvára | Volly István | 1929 |
| A kis Jézus megszületett         | Volly István | 1930 |

## Testvérvárosa
- San Salvo, Olaszország

## Különálló részei
- Pereg – ma már összeépült Lacházával
- Bankháza – itt található egy régi "szovjet katonai reptér"

- A településhez sok tanya is tartozik. Pl.:
  - Szúnyogpuszta
  - Öreg Állás tanya
  - Szerfás tanya